# Affectation (culte)
Pour les articles homonymes, voir Affectation.
L'affectation est la mise à disposition des fidèles et des ministres du culte, pour la pratique de leur religion, des édifices cultuels et des meubles les garnissant en 1905. Ces dispositions, consécutives à la loi du 2 janvier 1907, sont propres à la France. Ces dispositions ne s'appliquent pas en Alsace-Moselle, intégrée à l'Empire allemand à l'époque et qui a gardé, après son retour à la France, un régime concordataire, ainsi qu'en Guyane, à Saint-Pierre-et-Miquelon et à Mayotte.

## Historique
Chaque pays hérite de son histoire. En Allemagne, en Italie, en Espagne, par exemple, les édifices du culte sont, pour la plupart, propriété des diocèses, des paroisses ou des congrégations religieuses.
En France, avant la Révolution, les églises, chapelles, monastères, collégiales, sanctuaires, hôpitaux étaient considérés comme « biens du clergé ». Le clergé en avait la jouissance pour le service public du culte, de l’enseignement et de la santé. Fruit de donations et de legs échelonnés sur des siècles, les biens des Églises avaient une destination sociale. Le clergé entretenait ces édifices sur les ressources propres de l’Église.
Le 4 novembre 1789, les biens du clergé ont été mis à la disposition de la nation. Une partie de ces édifices a été vendue comme bien national à des personnes privées, dès lors, elle restera définitivement acquise au domaine privé profane.
Par la suite, le concordat de 1801, art. 12, met les édifices non aliénés, toujours séquestrés, mais nécessaires au culte, « à la disposition des évêques », soit une église par cure (chef-lieu de canton) et une par succursale (village).
Des circulaires ministérielles de 1833 et 1838 précisent que les cathédrales sont entretenues et réparées au frais de l’État, que les évêchés et les grands séminaires sont départementaux, et que les églises sont communales.
De 1802 à 1905, la propriété des édifices séquestrés depuis 1789 et remis à disposition pour les besoins du culte reste acquise au domaine public de l’État, du département ou de la commune. Les établissements publics du culte (fabriques), prévus par les articles organiques de 1802, assument la gestion courante de ces biens attachés à l’utilisation de l’édifice (équipement, mobilier, fonctionnement). Les édifices construits entre 1802 et 1905 sont la propriété des fabriques.
La loi du 9 décembre 1905, art. 2, supprime les établissements publics du culte. L’art. 4 en transfère les biens - détenus en tant que propriétaires pour les édifices construits ou acquis entre 1802 et 1905, ou en tant qu’usufruitier pour les biens continuant à appartenir à l’État, aux départements ou aux communes (cf. art. 12), aux associations cultuelles de droit privé créées par l’art. 3. 
Dès 1906, les conseils presbytéraux des Églises protestantes constituent des associations cultuelles. Celles-ci reçoivent la propriété des temples protestants à l'exception des temples considérés comme monuments historiques et de ceux déjà propriété d'Églises locales non concordataires. Tel est le cas des Églises libres, déjà indépendantes de l'État. Dans l'ensemble les protestants de même que les israélites, étaient satisfaits de cette législation qui les plaçait à égalité avec les catholiques.
L’Église catholique n’accepte pas les associations cultuelles. Le pape Pie X condamne la loi, considérant qu'il s'agit d'une rupture unilatérale du concordat de 1801. Il interdit aux catholiques de s'organiser en associations cultuelles. 
L’art. 2 de la loi de 1907 dispose que les biens des anciens établissements publics du culte non revendiqués par l’Église catholique deviennent propriété publique et sont transférés aux établissements communaux d’assistance et de bienfaisance.
La loi du 13 avril 1908, modifiant l’art. 9 de la loi de 1905, précise d'ailleurs que les églises construites entre 1802 et 1905 appartiennent à la commune si elles sont construites sur un terrain communal, et appartiennent à la fabrique si elles sont construites sur un terrain du conseil de fabrique. À défaut de réclamation par une association cultuelle, les immeubles que possédaient les anciennes « fabriques » deviennent ainsi propriété des communes. Ces édifices appartiennent au domaine public de la commune. Cette domanialité publique est liée à l’affectation de ces églises à l’usage du public.
C'est pourquoi, dans la plupart des cas, les églises construites avant 1905 restent propriété des communes et les cathédrales de l'État. Les inventaires des biens ecclésiastiques donnent lieu à des résistances et même des troubles qui se calment après 1908. Cet épisode est connu sous le qualificatif de Querelle des inventaires.
Georges Clemenceau apaise la situation : les édifices du culte catholique sont mis gratuitement à disposition des catholiques. Il faudra attendre 1924 pour que soit adoptée la solution des associations diocésaines.
Si la commune est devenue propriétaire d’un édifice du culte postérieurement aux dispositions des lois de 1905 et 1908, cet édifice relève du domaine privé de la commune.

## Dispositions actuellement en vigueur
La loi du 2 janvier 1907, art. 5 s’énonce ainsi : « A défaut d’associations cultuelles, les édifices affectés à l’exercice du culte, ainsi que les meubles les garnissant, continueront, sauf désaffectation dans les cas prévus par la loi du 9 décembre 1905, à être laissés à la disposition des fidèles et des ministres du culte pour la pratique de leur religion. »
En résumé, les édifices cultuels et les meubles les garnissant en 1905 sont propriété de la commune, ils sont mis à la disposition des fidèles et des ministres du culte, pour la pratique de leur religion.

### Propriété de la commune
Il s’agit de l’édifice lui-même et des meubles le garnissant en 1905. L’affectation légale au culte concerne l’église, mais aussi le parvis, les dépendances directes, des calvaires, des croix, tous éléments importants pour le sens. En conséquence, il ne peut être entrepris de travaux sur l’immeuble et sur ce qui est immeuble par destination (autel scellé, orgue, cloches, etc. …) ou sur les meubles, sans l’accord exprès de la commune propriétaire. Les collectivités publiques propriétaires ne peuvent recourir à des contrats de droit commun pour régler l’utilisation des édifices régis par les lois de 1905 et 1907. La mise à disposition est gratuite, la commune ne peut exiger une redevance en échange de son usage.

### Mis à la disposition des fidèles et des ministres du culte
La commune propriétaire n’a pas la jouissance de son bien, mis à la disposition du clergé et des fidèles et affecté au culte. La jurisprudence du Conseil d’État a précisé assez rapidement le caractère et le contenu de cette affectation. Les édifices doivent servir exclusivement à l’exercice, public ou privé, du culte, ou à des activités culturelles compatibles avec le culte au jugement de l’affectataire.
Le Conseil d'État précise que la mise à disposition est une affectation légale, gratuite, permanente, perpétuelle. L’affectation, signe du caractère public du culte, ne peut cesser que par la « désaffectation ». Le principe de l’affectation légale ne s’applique que pour les édifices qui entrent dans le cadre de la loi de 1905. Les édifices concernés font partie du domaine public de la commune dont les caractéristiques sont : inaliénabilité, imprescriptibilité et insaisissabilité.
Par sa jurisprudence, le Conseil d’État a précisé le contenu de cette affectation en étendant la catégorie des biens affectés, non seulement à l’édifice et aux meubles le garnissant, mais également aux immeubles par destination, aux sacristies et annexes de l’église, aux cours et jardins attenant à l’église, aux calvaires et monuments considérés comme « dépendances nécessaires » de l’édifice.

### Pour la pratique de leur religion
Cette dernière expression recouvre celle d’ « exercice du culte ». Elle inclut notamment, en plus des célébrations du culte proprement dit, la dimension d’enseignement et la dimension d’écoute et d’accueil spirituel. Sont expressément interdites les réunions politiques (article 26 de la loi de 1905). La tenue de réunions autres que cultuelles doit respecter des dispositions particulières.
Pour le culte catholique, l’affectataire est toujours un ministre du culte, personne physique. En effet, l’article 5, al. 1, de la loi du 2 janvier 1907 déjà cité, ajoute : « La jouissance gratuite [des édifices affectés à l’exercice du culte] pourra être accordée, soit à des associations cultuelles constituées conformément aux articles 18 et 19 de la loi du 9 décembre 1905, soit à des associations formées en vertu des dispositions précitées de la loi du 1er juillet 1901 pour assurer la continuation de l’exercice public du culte, soit aux ministres du culte dont les noms devront être indiqués dans les déclarations prescrites par l’article 25 de la loi du 9 décembre 1905 ».
Les édifices du culte catholique sont demeurés dans la situation visée dans la troisième modalité de l’article ci-dessus. En effet, les attributions aux associations diocésaines constituées seulement après les accords de 1921-1924 n’ont jamais eu lieu. Dès lors, l’affectataire est le ministre du culte - en communion avec l’évêque, conformément aux principes d’organisation générale du culte catholique, - dont la désignation est publiée dans le bulletin diocésain et/ou paroissial. Si la paroisse est confiée à une équipe de prêtres « in solidum » ou à une équipe de laïcs, c’est le prêtre modérateur qui est l’affectataire au sens de la loi. À ce titre, c’est lui qui est l’affectataire interlocuteur des pouvoirs publics.
Il convient de relever la situation particulière des chapelles. Ainsi, les chapelles appartenant à des hôpitaux, internats de lycées, collèges ou prisons, sont des chapelles d’aumôneries au sens de la loi de 1905. Elles sont propriété de l’établissement public correspondant et doivent être mises à disposition du culte selon les modalités établies entre l’établissement et le ou les cultes concernés. Les chapelles peuvent être mises à la disposition d’un culte seulement, ou consister en salles polyvalentes utilisées successivement par différents cultes.

## État des lieux
On estime à 45 000 le nombre des églises paroissiales affectées au culte, qui sont propriété des communes.
D'une façon plus générale, les églises et chapelles peuvent appartenir: 
- aux communes, surtout celles antérieures à 1905,
- à l’État: 87 cathédrales au sens du droit civil et deux églises,
- à la région: cathédrale d’Ajaccio,
- aux associations diocésaines: églises ou cathédrales construites après 1905,
- aux congrégations religieuses,
- aux abbayes et monastères,
- à des établissements publics: hôpitaux,
- aux châteaux propriétés de l’État,
- à des personnes ou des associations privées.

## Droit et devoirs des propriétaires et de l'affectataire

### Droit et devoirs des propriétaires
Les propriétaires sont responsables de l’état des églises et des meubles qui leur appartiennent, de leurs réparations et de leur entretien.
La paroisse - ou le diocèse - ne peut exécuter de travaux sans l’accord du propriétaire et du service des Monuments Historiques, s’il s’agit de biens protégés au titre de la loi du 31 décembre 1913. L’absence de célébration cultuelle pendant 6 mois consécutifs peut entraîner une demande de désaffectation prononcée par délibération et vote du Conseil municipal sur
demande du maire, mais cette délibération doit obtenir le consentement écrit de l’évêque pour être validée par le préfet.
Les propriétaires ont leur responsabilité quant à l’entretien et à la protection des édifices et des objets mobiliers
leur appartenant, et dont ils sont responsables vis-à-vis de leurs administrés, et envers l’État pour les
objets inscrits à l’inventaire supplémentaire ou classés au titre des Monuments Historiques.
Une circulaire de 1963 précise d'ailleurs que « [l]a recrudescence des vols d’objets, classés ou non, impose un renforcement de la vigilance des Maires, qui ont pour mission de veiller à la sauvegarde de ce patrimoine communal, en liaison avec les autorités religieuses qui en ont la jouissance » .

### Droit et devoirs de l'affectataire
L’affectataire ne peut ni démolir ni vendre un bien sans en faire la demande préalable au propriétaire. 
La qualité d’affectataire permet aux diocèses et paroisses d’avoir sur ces biens une jouissance gratuite de plein droit, exclusive et perpétuelle alors même que ces biens sont inaliénables et imprescriptibles.
L’affectataire peut « de sa propre autorité » et sans avoir à obtenir l’autorisation, déplacer, adapter ou aménager les « meubles proprement dits », ou objets liturgiques, en vue de permettre la célébration des offices dans les meilleures conditions, « en fonction notamment des modifications ultérieures dans la liturgie ».
Il peut substituer d’anciens meubles à des nouveaux et enlever de l’église les meubles vétustes, usagés ou inutiles à condition de les laisser à la sacristie ou dans un local annexe de l’église pour sauvegarder les droits de la commune. Ces meubles ou objets ne peuvent pas être transférés dans les presbytères, salles d’œuvres ou communales, ou encore chez un particulier, car ces lieux ne font l’objet d’aucune affectation.
Si le propriétaire décide d’une modification ou d’une transformation dans l’église, le curé et la Commission Diocésaine d’Art Sacré, en accord avec l’évêque, peuvent s’opposer aux transformations. Ils ont donc un pouvoir d’approbation et d’opposition.
Toute création (vitrail, autel, ambon, achat de bancs, etc.), toute transformation dans l’église, toute action sur un objet destiné à la liturgie (inscriptions sur une cloche…) doit recevoir l’accord de la Commission Diocésaine d’Art Sacré, déléguée à ce titre par l’évêque.
L’affectataire a un devoir de gardiennage associé à la remise des clefs, et ceci, pour l’ensemble de l’édifice. C’est en effet le curé qui a « la police » du lieu, il est légalement le seul à détenir les clés de l’église. Compte tenu de ses nombreuses charges, il peut confier le service des clés et de gardiennage à une personne pour un temps donné qui devra lui rendre compte de ce qui se passe dans l’édifice.
Le propriétaire a cependant droit à une clef de l’église s’il en a besoin pour accéder au clocher ou à l’horloge municipale. En toute hypothèse, l’affectataire doit pouvoir faciliter l’accès au maire pour l’utilisation et l’entretien des cloches (servant en cas de péril - tocsin).
La sacristie est un domaine exclusivement réservé au desservant.
Parmi les dépenses que le propriétaire a la possibilité d’effectuer pour assurer l’entretien et la conservation de l’église communale, figure la rétribution d’un gardien. Le gardiennage que le Conseil d’État définit comme « surveillance de l’église au point de vue de sa conservation » est un emploi communal. Le gardien peut être un laïc, employé avec l’accord de l’affectataire, mais ordinairement, c’est au curé que les propriétaires confient cette fonction, en le rétribuant en conséquence.
Le devoir de gardiennage entraîne, pour le curé, un devoir de surveillance qui l’oblige à signaler au propriétaire tout ce qui se dégrade ou nécessite une intervention, et de l’avertir de tout péril imminent sur un bien.
Il a le devoir également de conserver en l’état le lieu et le mobilier qui appartient au propriétaire.